# Anna Christina Nobre
Anna Christina de Ozório Nobre
 (nacida en 1963, Río de Janeiro) es una neurocientífica brasileña que trabaja en el Reino Unido. Es una “Tutorial Fellow” en Psicología Experimental en New College, Oxford, y es catedrática de Neurociencia cognitiva en la Universidad de Oxford, donde dirige el "Brain & Cognition Laboratory” , Universidad de Oxford en el Departamento de Psicología Experimental. En colaboración con el catedrático Miles Hewstone, Nobre también ha establecido el Laboratorio de Neurociencia Social de Oxford, que usa técnicas no invasivas de neuroimagen para investigar cómo los factores sociales afectan al comportamiento. También es profesora adjunta en la Universidad de Northwestern en Chicago, EE. UU., y la delegada de Psicología y Neurociencia para Oxford University Press. Está casada con el filósofo Luciano Floridi.

## Vida y obra
Nobre estudió en la Escola Americana do Rio de Janeiro (EARJ) y en el Williams College. Recibió su M.Phil, MSc y Ph.D. (1992) en la Universidad de Yale, por sus investigaciones en electrofisiología intracraneal no-invasiva en humanos. Durante sus estudios postdoctorales en Yale y en Harvard (1992-1994), estuvo implicada en algunos de los primeros estudios de neuroimagen de funciones cognitivas en el cerebro humano. Antes de ocupar su puesto actual, fue “McDonnell Pew Lecturer” en Neurociencia Cognitiva y Astor and Todd Bird Junior Research Fellow en New College (1994-1996).

## Investigación
Nobre emplea múltiples técnicas de neuroimagen no-invasivas complementarias (fMRI, PET, EEG, TMS), combinadas con estudios comportamentales, para explorar y comprender los sistemas neuronales que están a la base de las funciones cognitivas en el cerebro humano. En concreto, gran parte de su trabajo investiga las funciones de orientación atencional: cómo el cerebro genera predicciones acerca de los eventos futuros momento a momento, para optimizar la percepción y la acción. Otras de sus áreas de investigación incluyen la representación del tiempo, cómo las palabras y los objetos adquieren significado y la influencia de la motivación sobre la percepción.